# یوجی ایدا
یوجی ایدا (انگلیسی: Yuji Iida؛ زادهٔ ۷ ژوئیهٔ ۱۹۹۲) بازیکن فوتبال اهل ژاپن است.